# Deutsche Kreditbank
Die Deutsche Kreditbank Aktiengesellschaft (Markenname DKB) ist ein deutsches Kreditinstitut mit Sitz in Berlin und eine hundertprozentige Tochtergesellschaft der Bayerischen Landesbank (BayernLB). Die beiden Hauptgeschäftsbereiche sind das Direktbank-Angebot für Privatkunden sowie Finanzierungs- und Anlagelösungen für Geschäftskunden ausgewählter Branchen.
Seit dem Jahr 2019 gilt die DKB nach Kundenzahl als zweitgrößte Direktbank in Deutschland (Stand Dezember 2024: 5,8 Millionen Kunden) hinter der ING-DiBa und als größte Direktbank im Eigentum eines deutschen Unternehmens.

## Geschichte

DKB-Logo mit Claim

Die Deutsche Kreditbank wurde nach der friedlichen Revolution in der DDR als erste private Bank der DDR am 19. März 1990 als Aktiengesellschaft gegründet. Mitbegründer war Edgar Most, der letzte Vizepräsident der Staatsbank der DDR.
Das Grundkapital wurde von der Staatsbank der DDR, dem Verband deutscher Konsumgenossenschaften, den Interhotels, den Volkseigenen Warenhäusern Centrum und dem VEB Synthesewerk Schwarzheide gehalten. Am 1. April 1990 nahm die Bank mit einer Eröffnungsbilanzsumme von 286,5 Milliarden Mark der DDR ihre Tätigkeit auf. Die Deutsche Kreditbank deckte von Anfang an das breite Spektrum von Geschäfts- bis Privatkunden ab. In der Schlussbilanz zum 30. Juni 1990 betrugen die Eigenmittel der Bank 11 Milliarden Mark der DDR.
Am 21. Juni 1990 wurden die Schuldposten der Staatsbank der DDR auf die Deutsche Kreditbank und die Anteile, die die Staatsbank selbst an der Deutschen Kreditbank hatte, auf die Treuhandanstalt übertragen. Damit war die Bank mit rund 60 Milliarden Mark wichtigster Gläubiger der Treuhand-Unternehmen und wurde von der Treuhandanstalt mit der Abwicklung dieser Altkredite beauftragt. In den folgenden Jahren erwarb die Treuhandanstalt nach und nach auch die restlichen Anteile der Gründungsaktionäre, bis sie Anfang 1993 alleiniger Eigentümer der Deutschen Kreditbank war.
Der größte Teil des Passivgeschäfts (insbesondere das Firmen- und Privatkundengeschäft) sowie zahlreiche Filialgebäude bzw. -standorte wurden mit der Währungsunion anteilig von der Dresdner Bank und der Deutschen Bank übernommen. Diese Bereiche firmierten bis Mitte 1993 unter Dresdner Bank Kreditbank AG und bis zum Jahr 1994 unter Deutsche Bank Kreditbank AG.
Mit der Auflösung der Treuhandanstalt Ende 1994 ging die Deutsche Kreditbank kurzzeitig in das Vermögen des Bundesministeriums der Finanzen über und wurde am 31. Januar 1995 an die Bayerische Landesbank (BayernLB) verkauft.
Diese kündigte im Jahre 2021 die Patronatserklärung für die DKB und beendete den Beherrschungs- und Ergebnisabführungsvertrag. Zudem dockte sie die DKB bei der Einlagensicherung der privaten Banken an, statt bei dem System der Sparkassen.
Seit 2016 verwendet die DKB den von Christian Kortmann entwickelten „geflügelten Claim“ Das kann Bank in ihrem Logo.
Im Jahr 2025 wurde bekannt, dass die Bank bis zu 700 Stellen im gleichen Jahr aufgrund der Einführung von digitalen Geschäftsprozessen abbauen will. Zusätzlich wurde eine Zusammenarbeit mit OpenAI für eine KI-basierte Unterstützung der eigenen Mitarbeiter als auch eine Sprachsteuerung im Bankgeschäft für Endkunden angekündigt.
Die DKB ist Mitglied im Bundesverband Öffentlicher Banken Deutschlands, im Verband deutscher Pfandbriefbanken, Grüner Wirtschaftsdialog, im Bankenfachverband e. V. und im Allied European Financial Market Association (AEFMA).

## Unternehmensstruktur

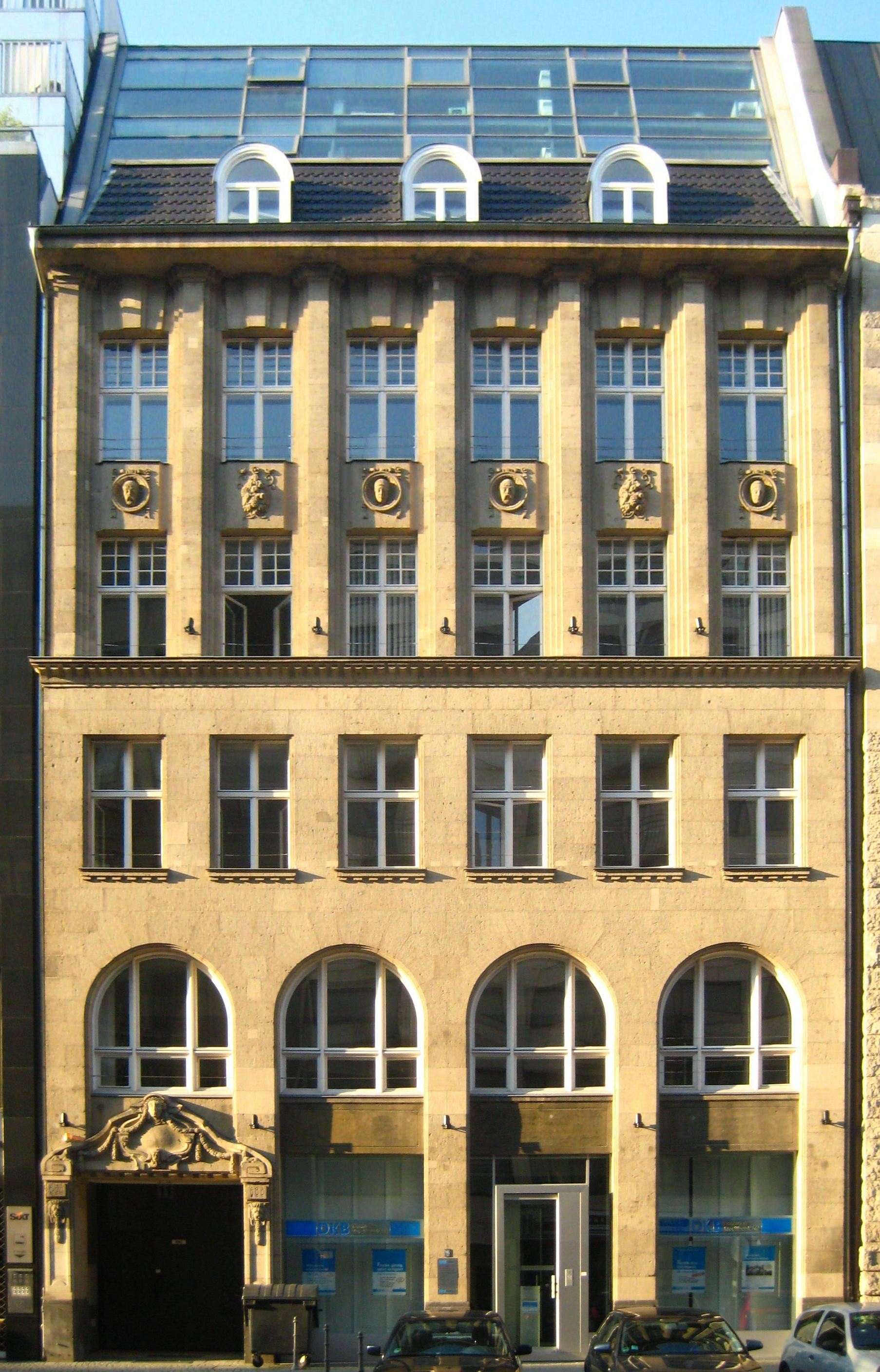
Geschäftshaus der DKB in Berlin

Die Bank unterhält deutschlandweit 26 Standorte. Die Immobilientochter DKB Grund GmbH ist davon an 13 Standorten vertreten.
Zum 1. Januar 2008 übernahm die Deutsche Kreditbank die bisher von der Bayerischen Landesbank in Kooperation mit der Lufthansa herausgegebene Miles & More-Kreditkarte.
Durch die 2008 erfolgte Übernahme der Anteile von der Landesbank Saar ist die DKB die alleinige Eigentümerin der SKG Bank. Seit 2015 führt die Muttergesellschaft die auf Ratenkredite spezialisierte Direktbank als eigene Marke.
Die DKB Immobilien AG wurde Ende März 2012 an die TAG Immobilien AG verkauft.
Die 2018 gegründete hundertprozentige Tochtergesellschaft DKB Code Factory ist ein eigenes Start-up und Entwicklungszentrum mit Sitz in Berlin.

## Emittent

Altes Logo der DKB

Die DKB emittiert regelmäßig eigene Wertpapiere am Kapitalmarkt. Der Umfang der am Kapitalmarkt platzierten, ausstehenden DKB-Anleihen durch die Emission Öffentlicher und Hypothekenpfandbriefe sowie von ungedeckten Anleihen beläuft sich auf rund 8 Mrd. Euro per 31. Dezember 2022. Davon beträgt das Volumen der ausstehenden Green und Social Bonds rund 2,5 Mrd. Euro per 31. Dezember 2022. Die Ratingagentur Moody’s bewertet Pfandbriefe der DKB mit Aaa und ungedeckte Anleihen mit A2. 2016 hat die DKB ihren ersten sogenannten Green Bond mit einem Volumen von 500 Mio. Euro emittiert. Dieser wurde von der Nachhaltigkeitsratingagentur oekom research positiv bewertet (Second Party Opinion). Ferner erhielt der DKB Green Bond das Zertifizierungslabel der Climate Bond Initiative (CBI). 2017 hat die DKB ihr zweites Green Bond Programm veröffentlicht. Der zugrunde liegende Green Bond-Pool umfasst knapp 200 Darlehen zur Finanzierung von Wind- und Solarprojekten in Deutschland (onshore). Das Startvolumen des Pools beträgt fast 900 Millionen Euro, kann aber während der Laufzeit des Programms aufgestockt werden. 2018 hat die DKB ihren ersten Social Bond begeben. Dieser wurde 2019 von einer 30-köpfigen Jury internationaler unabhängiger ESG-Investoren von Environmental Finance mit der Auszeichnung „Social Bond of the Year – Bank“ prämiert. Die DKB ist die erste Geschäftsbank, die sowohl grüne als auch soziale Anleihen, z. B. den social Housing Bond begibt.

## Dienstleistungen
Bekanntestes Produkt ist das Girokonto. Daneben hat die DKB private Immobilienfinanzierungen, Brokerage, Ratenkredite und Sparprodukte im Angebot. Ihren Geschäftskunden bietet die Bank branchenspezifische Zahlungsverkehrskonten, Anlageprodukte sowie investitions- und unternehmensorientierte Finanzierungen. Darüber hinaus zählt die DKB branchenspezifische Wettbewerbsanalyse-Tools, Plattformen z. B. zur Verwaltung von Immobilienbeständen sowie IT-Lösungen zu ihren Leistungen.
Die Bank betrieb deutschlandweit bis etwa Mitte des Jahres 2025 um die 15 eigenen Geldautomaten, welche auch zur Geldeinzahlung dienten. Weiterhin ermöglicht sie eine gebührenfreie Bargeldabhebung von Geldautomaten anderer Banken mit der zur Girokonto gehörenden VISA-Karte und in örtlichen Geschäften sowie der Reisebank zusätzlich eine Geldeinzahlung. Die DKB setzt den größten Teil ihrer Bilanzsumme in Form von Krediten ausschließlich in Deutschland ein. Sie ist eine reine Kundenbank und betreibt weder Investment- oder Offshore-Banking noch Vermögensverwaltung, worunter sie die von ihr angebotenen Investmentfonds nicht zählt.
Seit dem 1. Dezember 2016 unterscheidet die Bank nach einem Jahr zwischen Aktivkunden und Passivkunden. Die vollständige Dienstleistung erhalten nur Aktivkunden. Zum 14. September 2022 wurde ein Mindestgeldeingang auf einem Girokonto von 700 € eingeführt. Die Einschränkungen für passive Kunden beziehen sich auf Verzinsung und kostenloses Geldabheben an Ausgabestellen außerhalb des Euro-Währungsgebiets.
Seit Mai 2019 können DKB-Kunden mit Google Pay, seit Juni 2019 mit Apple Pay bezahlen. Derzeit wird nur der Empfang von Echtzeitüberweisungen angeboten, ab Oktober 2025 auch die Ausführung.
Ende 2021 gab die Bank bekannt, dass die bisher zum Girokonto ausgegebene kostenlose Girokarte und ebenfalls kostenlose Visa-Kreditkarte für Neukunden durch eine Visa-Debitkarte ersetzt werden. Girokarte oder VISA-Kreditkarte sind auf Kundenwunsch weiterhin erhältlich, allerdings seit 2023 gebührenpflichtig.

## Kennzahlen

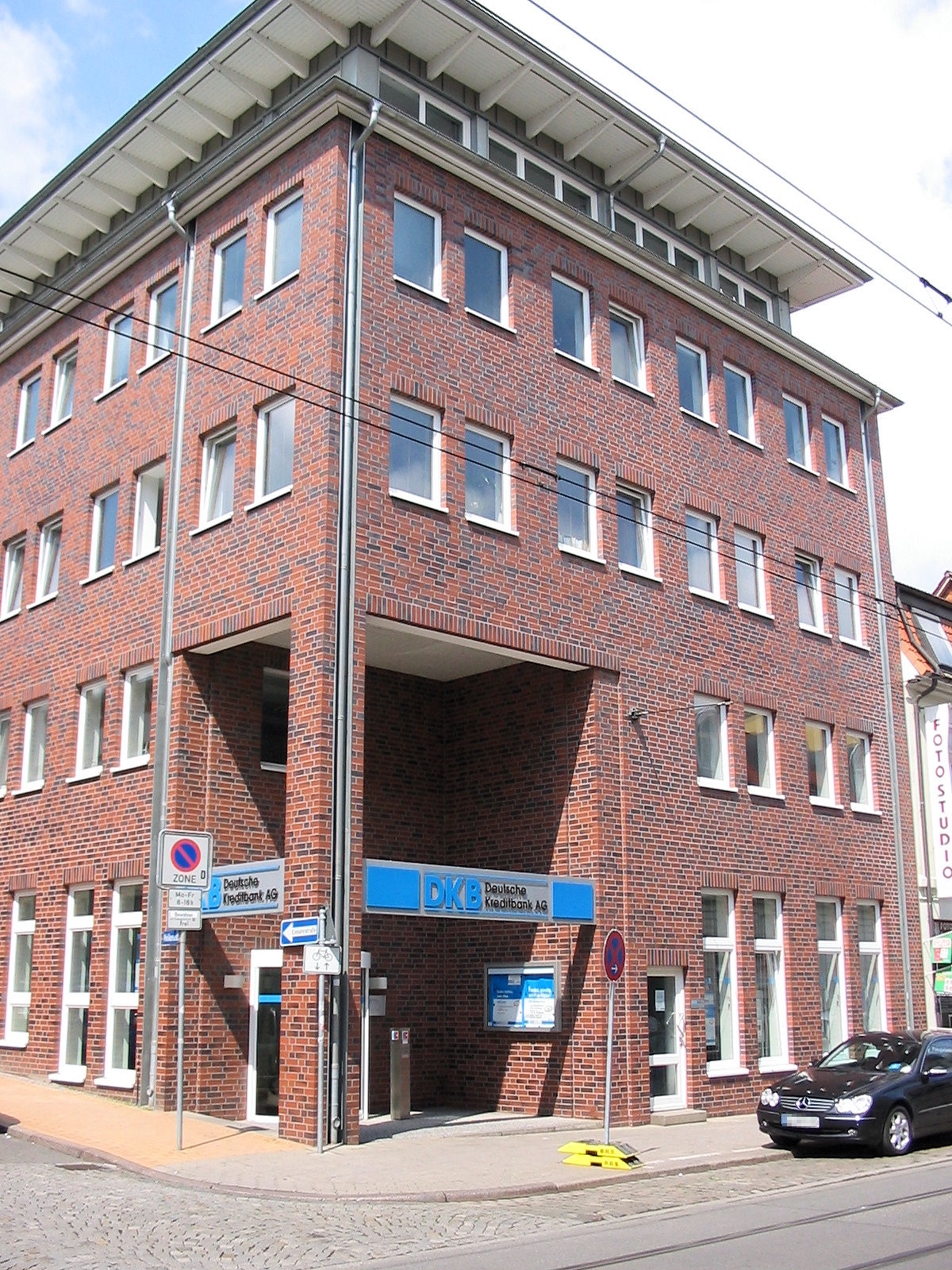
Filiale der DKB in Schwerin

Seit 2005 stellt die DKB einen Konzernabschluss auf. Seit 2006 erfolgt die Konzernrechnungslegung nach IFRS (International Financial Reporting Standards).
| Jahresbericht | Bilanzsumme in Mio. € | Ergebnis (vor Steuern) in Mio. € | Privatkunden | Mitarbeiter |
| ------------- | --------------------- | -------------------------------- | ------------ | ----------- |
| 2008          | 48.119                | −26                              | 1.520.000    | 1.267       |
| 2009          | 50.832                | 106                              | 1.828.000    | 1.738       |
| 2010          | 55.183                | 156                              | 2.051.000    | 1.558       |
| 2011          | 60.756                | 155                              | 2.312.000    | 1.780       |
| 2012          | 66.761                | 241                              | 2.589.729    | 1.713       |
| 2013          | 68.722                | 157                              | 2.849.933    | 1.748       |
| 2014          | 71.587                | 151                              | 3.071.434    | 2.832       |
| 2015          | 73.428                | 236                              | 3.250.968    | 2.937       |
| 2016          | 76.522                | 331                              | 3.518.055    | 3.016       |
| 2017          | 77.323                | 265                              | 3.761.498    | 3.379       |
| 2018          | 77.388                | 301                              | 4.073.875    | 3.731       |
| 2019          | 83.754                | 298                              | 4.367.494    | 4.150       |
| 2020          | 109.840               | 250                              | 4.659.558    | 4.500       |
| 2021          | 134.946               | 363,3                            | 5.078.013    | 4.910       |
| 2022          | 122.035               | 355,6                            | 5.342.881    | 5.134       |
| 2023          | 134.517               | 1.001,8                          | 5.597.825    | 5.149       |
| 2024          | 131.361               | 1.116,8                          | 5.835.069    | 4.362       |

## Ehemalige Mandatsträger
Personen, die ehemals ein Mandat im Konzern innehatten, sind:
- Gerhard Gribkowsky, Aufsichtsratsmitglied vom 3. April 2007 bis 10. April 2008
- Michael Kemmer, Aufsichtsratsvorsitzender vom 1. März 2008 bis 14. Dezember 2009, davor Mitglied vom 3. April 2007
- Siegfried Naser, Aufsichtsratsmitglied vom 9. März 2007 bis 30. Juni 2009
- Franz Josef Pschierer, Aufsichtsratsmitglied vom 24. Februar 2009 bis 24. März 2009
- Johannes-Jörg Riegler, Aufsichtsratsvorsitzender vom 15. Dezember 2009 bis 24. Januar 2019
- Werner Schmidt, Aufsichtsratsvorsitzender vom 8. März 2006 bis 1. März 2008, davor stellvertretender Vorsitzender
- Günther Troppmann, Vorsitzender des Vorstands vom 1. März 1996 bis 31. Dezember 2012, davor (seit 1. März 1995) ordentliches Mitglied des Vorstands
- Stefan Unterlandstättner, Vorsitzender des Vorstands vom 1. Januar 2013 bis 30. Juni 2024, davor (seit 1. März 2005) ordentliches Mitglied des Vorstands

## DKB-Stiftung, Kunst- und Sportförderung

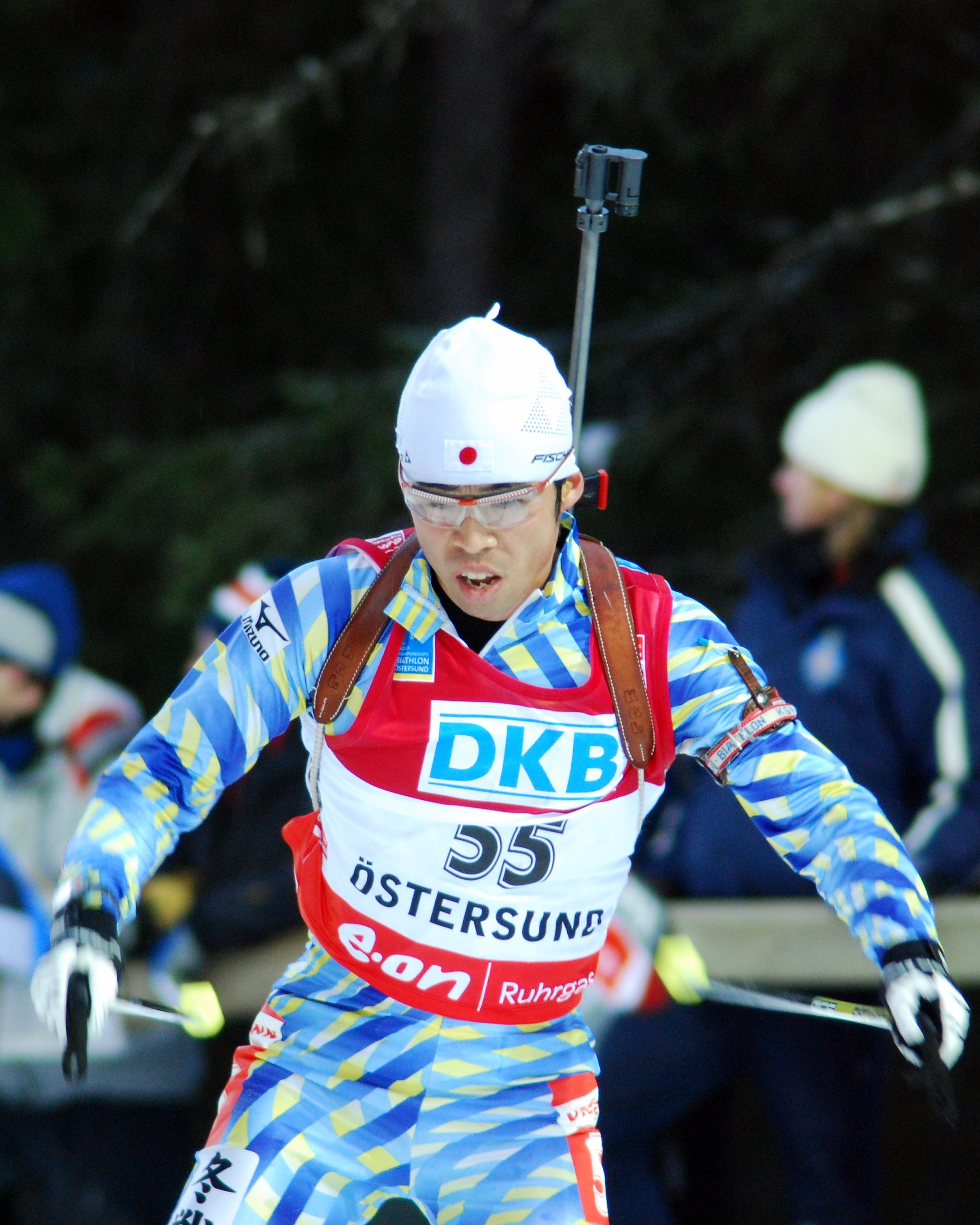
Sponsoring beim Biathlon: Tatsumi Kasahara

Im Oktober 2004 gründete die DKB die DKB-Stiftung für gesellschaftliches Engagement. Die Stiftung betreibt denkmalgeschützte Anlagen wie das Schloss Liebenberg. Seit 2009 werden das Hotel Schloss & Gut Liebenberg und das Jugenddorf am Ruppiner See in Gnewikow als eigenständige Integrationsunternehmen geführt.
Seit 2002 unterstützt die Bank deutsche Spitzensportler, Sportvereine und -verbände. Im Handball ist die DKB u. a. Sponsorin des Deutschen Handballbunds (DHB) und der Handball-Bundesliga (HBL). Im Biathlon engagiert sich die DKB beim Deutschen Skiverband (DSV) und der Internationalen Biathlon-Union (IBU). In Berlin ist die DKB Partnerin der Sportmannschaften von Hertha BSC, 1. FC Union Berlin, Alba Berlin, Füchse Berlin und den Berlin Recycling Volleys.

Ehemaliges Arena-Logo vom Ostseestadion.

Von den Jahren 2007 bis 2015 war die DKB der Sponsor und Namensgeber der DKB-Arena, das heutige Ostseestadion.
Die DKB hat 2017 die exklusiven Live-Übertragungsrechte für Deutschland der Handball-Weltmeisterschaft der Männer 2017 gekauft, nachdem verschiedene Verhandlungen von TV-Sendern und Internetanbietern mit dem Rechteinhaber beIN Media Group gescheitert waren. Die WM-Spiele der deutschen Nationalmannschaft und weitere Partien wurden im Internet in Echtzeit übertragen. Somit wurde erstmals in Deutschland eine sportliche Großveranstaltung einzig von einem Sponsor übertragen. Die 46 WM-Spiele kamen im Durchschnitt auf 360.000 Live-Views. Das Achtelfinale zwischen Deutschland und Katar war mit 1,049 Millionen gleichzeitige Views in der Spitze 2017 der siebtgrößte Livestream, der jemals auf YouTube stattgefunden hat.
Seit 2020 ist die DKB zudem im E-Sports-Bereich aktiv und Sponsorin der League of Legends Prime League. Die Bank setzt sich in der deutschsprachigen E-Sports-Szene für die Talentförderung ein und hat gemeinsam mit der esports player foundation das erste League-of-Legends-Stipendium in Deutschland ins Leben gerufen.
Die Deutsche Kreditbank AG ist offizielle Partnerin der NFL in Deutschland. Die DKB engagiert sich für Nachwuchsarbeit als Presenting Partner des NFL Flag Football Programms.
Anfang Mai 2020 schrieb die DKB in Kooperation mit der CAA Berlin den ersten Kunstpreis für Virtual Reality im deutschsprachigen Raum im Bereich der bildenden Kunst aus. Die Arbeiten der fünf Finalisten waren 2021 im Haus am Lützowplatz zu sehen.
Neben dem Förderschwerpunkt der digitalen Kunst unterstützt die DKB auch regional verschiedene Institutionen, z. B. das Ballet in Gera, die Berlinische Galerie, die CAA Berlin, die Komische Oper Berlin sowie das Ausstellungshaus für Fotografie C/O Berlin.

## Kritik
Im April 2022 warnte die Verbraucherzentrale Hamburg vor intransparenter Preispolitik bei Bargeldabhebungen. Demnach warb die DKB auf ihrer Website damit, dass Kunden „weltweit kostenlos Geld am Automaten“ abheben könnten, dies würde jedoch ausschließlich für Gebühren seitens der DKB gelten, sodass die Abhebung Kosten verursachen könne. Die Bank selber widersprach den Vorwürfen.
Anfang November 2022 kam es nach eigenen Angaben aufgrund einer technischen Störung zu Doppelbuchungen, bei denen Buchungen von Anfang Oktober 2022 zu Beginn des Monats November 2022 fälschlicherweise erneut ausgeführt wurden. Am 7. November 2022 wurden alle Doppelbuchungen korrigiert. Die genaue Ursache teilte die DKB nicht mit, allerdings soll es sich um ein hausinternes Problem gehandelt haben.